# 国鉄ED30形電気機関車 (初代)
国鉄ED30形電気機関車（こくてつED30がたでんききかんしゃ）は、かつて日本国有鉄道（国鉄）に在籍した直流用電気機関車である。1両のみが製造された。

## 概要
本形式は、現在の飯田線の一部区間を運営していた豊川鉄道が同社デキ54として日本車輌製造（車体部分。電気部分は東洋電機製造）に発注したものであるが、製造中の1943年（昭和18年）8月1日に豊川鉄道が戦時買収されたため、1944年（昭和19年）8月の落成時点から私鉄籍を持つことなく、直接鉄道省籍へ編入された。
低く幅広のボンネットを前後に持つ中型の凸型機関車で、ボンネット前面側面に多数設けられたルーバーも物々しく、非常に力強い外観を備えている。

## 運用

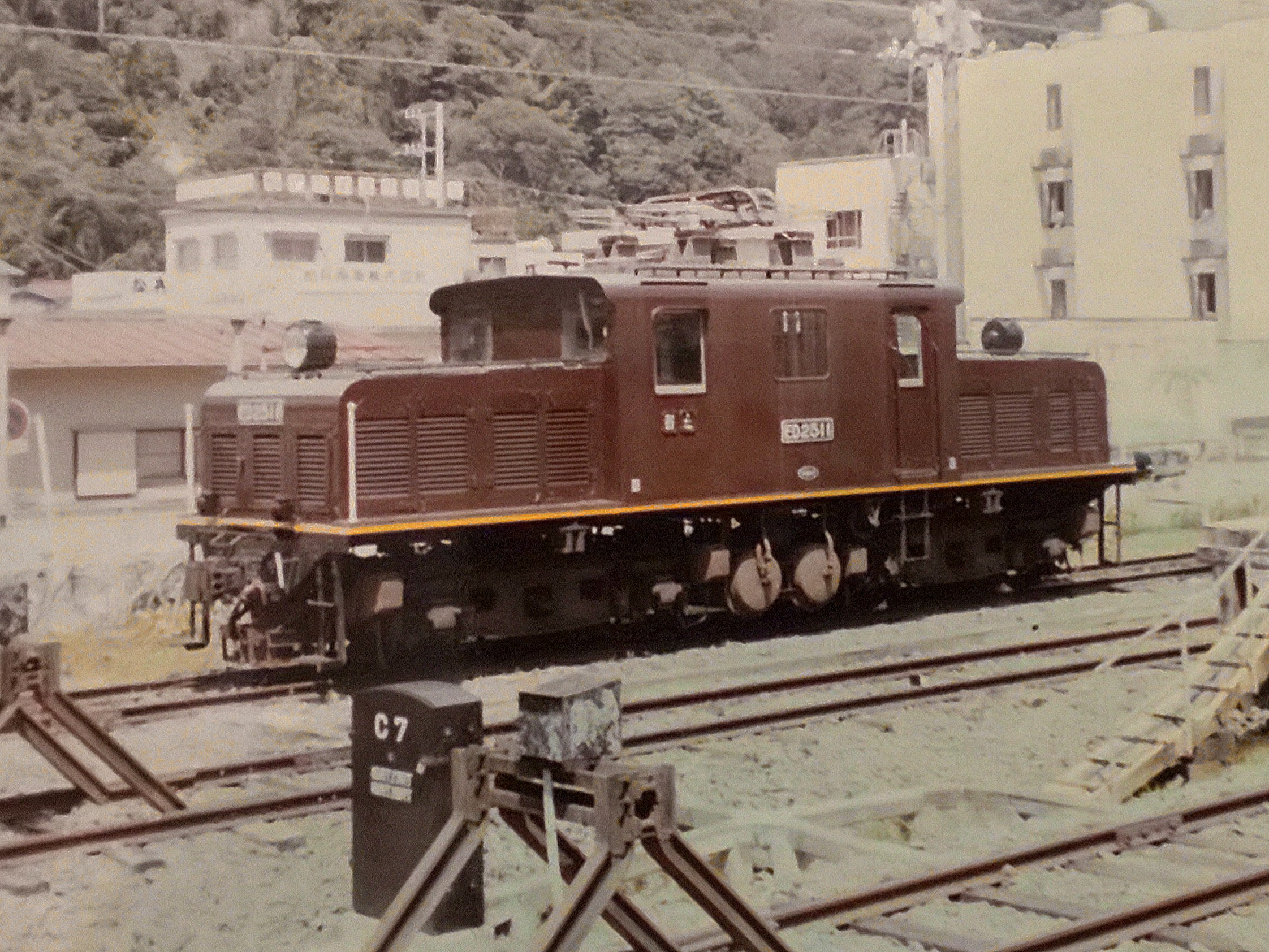
伊豆急行時代の国鉄ED30型電気機関車（伊豆急行・ED2511）

就役後も引き続いて豊川鉄道が予定した形式番号「デキ54」のまま飯田線で運用されたが、1952年（昭和27年）にED30形（初代）ED30 1と改称・改番、1961年（昭和36年）に再度改番が実施されED25形（2代）ED25 11となった。同年に小野田線（旧宇部電気鉄道区間）に転属する。
1963年（昭和38年）、国鉄除籍後に伊豆急行に払い下げられた。伊豆急行はそれまで電車の牽引で貨物輸送を行っていたが運用上難があり、貨物列車牽引用機関車として導入されたものである。番号変更もなく使用されたが、同線貨物廃止後は頭端式の伊豆急下田駅における特急「踊り子」客車便の入換や工事車両牽引に限られ、1994年（平成6年）9月26日にさよなら運転を実施し、同年10月6日付で廃車になった。
その後、伊豆急行の親会社である東京急行電鉄に譲渡され、1995年（平成7年）に整備の上、同社長津田車両工場の場内入換機関車に転用された。ED30 1を再び標記するようになったが、本線運用がないため鉄道車両としての入籍は行われず、無車籍の構内用移動機械扱いとなった。塗装も変更され、エメラルドグリーンの外装になった。
なお、1961年の改番の際、ED30 1と陽刻された元の砲金製ナンバープレートを裏返して取り付け、ED25 11とペンキ書きされた模様で、東急入線の際、取り外したプレートから元の陽刻文字が発見された。機械扱いとなった同機には車番は大きな意味はなさないが、整備の際、陽刻が施された面を表とするよう改められたため、以降は通称というかたちでED30 1を名乗ることとなった。
長津田車両工場の老朽化した牽引車の代替として、2009年（平成21年）1月からアント製ディーゼル牽引車2両が使用開始されたことに伴い用途廃止となり、同年6月にデワ3043とともに解体された。